# Witowo (województwo kujawsko-pomorskie)
Witowo – wieś w Polsce położona w województwie kujawsko-pomorskim, w powiecie radziejowskim, w gminie Bytoń.

## Podział administracyjny
Wieś duchowna, własność seminarium włocławskiego, położona była w 1785 roku w powiecie radziejowskim województwa brzeskokujawskiego. W latach 1975–1998 miejscowość należała administracyjnie do województwa włocławskiego. Wieś sołecka (zobacz BIP).

## Demografia
Według Narodowego Spisu Powszechnego (III 2011 r.) liczyła 305 mieszkańców. Jest drugą co do wielkości miejscowością gminy Bytoń.

## Historia
Pierwsze wzmianki historyczne o wsi kujawskiej Witowo (dawny powiat nieszawski a następnie aleksandrowski), pochodzą z roku 1257, kiedy to z własności monarszej stała się własnością kościelną i weszła do dóbr biskupów kujawskich pod opieką Stolicy Apostolskiej. Jest to dawna posiadłość biskupów kujawskich. W roku 1339 we wsi Wieńcu spisany był akt rozgraniczenia dokonanego między Witowem, wsią biskupa kujawskiego, a przyległą wsią częściowej szlachty Powołowicze (dziś Powałkowice) (Kod. dypl. poi., II, 263). Kościół parafialny, pw. św. Andrzeja Apostoła, powstał tu zapewne już w XV w. 
Według registru poborowego powiatu lipnowskiego z roku 1564 wieś Witowo miała: 8 osadników, 3 zagrodników, 2 kołodziejów, młynarza; poddanych Lasockiego. Płacono 5 florenów 5 groszy 1 sol.(Pawiński, Wielkop., I, 329). Biskup Szaniawski przeznaczył wieś tę na uposażenie seminarium we Włocławku. 

## Zabytki
W Witowie znajduje się neogotycki kościół pw. św. Andrzeja Apostoła, zbudowany w latach 1899-1903 wg projektu Konstantego Wojciechowskiego, dzięki datkom i pracy wiernych pod kierownictwem ówczesnego proboszcza ks. Jana Szafrańskiego.

## Struktura gruntów
Powierzchnia gruntów ogółem wynosi 745,02 ha. W tym użytki rolne zajmują 708,96 ha (95,2%); grunty orne 652,13 ha (87,5% gruntów ogółem).

## Krótki opis
Witowo to region ściśle związany z tradycjami i zwyczajami Kujaw. Obszar Witowa to typowy krajobraz przyrodniczo-kulturowy, w którym dominuje rolnicze wykorzystanie przestrzeni przyrodniczej, wzbogacony pagórkami kremowymi Witowo Góry. Przez wieś przebiega droga wojewódzka nr 267 łącząca Inowrocław i Włocławek (poprzez gminy Bytoń i Osięciny) oraz droga powiatowa łącząca Witowo z historyczną miejscowością Płowce, położoną przy drodze krajowej nr 62.